# Bodzai-szoros
A Bodzai-szoros a Kárpátok kanyarulatánál, a Bodzai hegycsoporton, más néven Csukáson, 642 m-rel a tengerszint felett futó Bodza-folyó keskeny völgye.

## Fekvése
A Déli-Kárpátokban, Brassótól keletre, 653 m magasan, a Brassói-havasok és a Berecki-havasok közt futó Bodza folyó völgyében vezet.

## Leírása
A Bodzai-szoros a Kárpátok kanyarulatán futó Bodza-folyó keskeny völgye, mindössze 642 m tengerszint feletti magasságban. A Bodza két ága a Tatár-havas északi oldalán ered, majd rövid északi, Erdély belsejébe vezető út után fordul egyet és dél felé áttöri a Kárpátokat.
Itt, a Nagy-Bodza ága mellett állt a Monarchia vámháza, majd később sánc-erődje is és ugyancsak itt alakult ki az oláh telepesek lakta Bodzavám falu, melynek határában állt Bodza vára, Királykő-vára is amelyet még I. István király építtetett, majd a Barcaságba települt és később elűzött német lovagrend épített át, később, 1711-ben az osztrákok robbantották fel. A Bodza patak fordulójánál pedig alakult ki Bodzaforduló falu.

## Története
A Bodzai-szorosnál volt Trianon előtt a magyar határ. E szoroson keresztül gyakran érte támadás Erdélyt és Magyarországot is.
1211-ben II. András magyar király a kun-besenyő betörések által elnéptelenedett Barcaságot a Német Lovagrendnek adta át, később ők kapták meg és építették át Királykő várát is, mely évszázadokon át védte a szorost a betörések ellen.
A hazánkat érintett török-tatár-oláh beütéseknek többnyire e szoroson vezetett át az útja, valamint a  kelet felé kiütő hadaink is legtöbbször e szorost választották.